# 新居町 (徳島県)
新居町（にいちょう）は、徳島県名東郡にあった町。1955年に徳島市へ編入された。現在の不動地区にあたる。

## 歴史
- 1889年 - 町村制施行に伴い、名東郡に新居村が成立。
- 1952年 - 新居村が町制施行し新居町となる。
- 1955年 - 名西郡入田村入田（現在の入田町と一致）とともに徳島市へ編入し消滅。

## 出身人物
- 久次米兵次郎 - 藍商人、銀行家